# Stefan Malawski

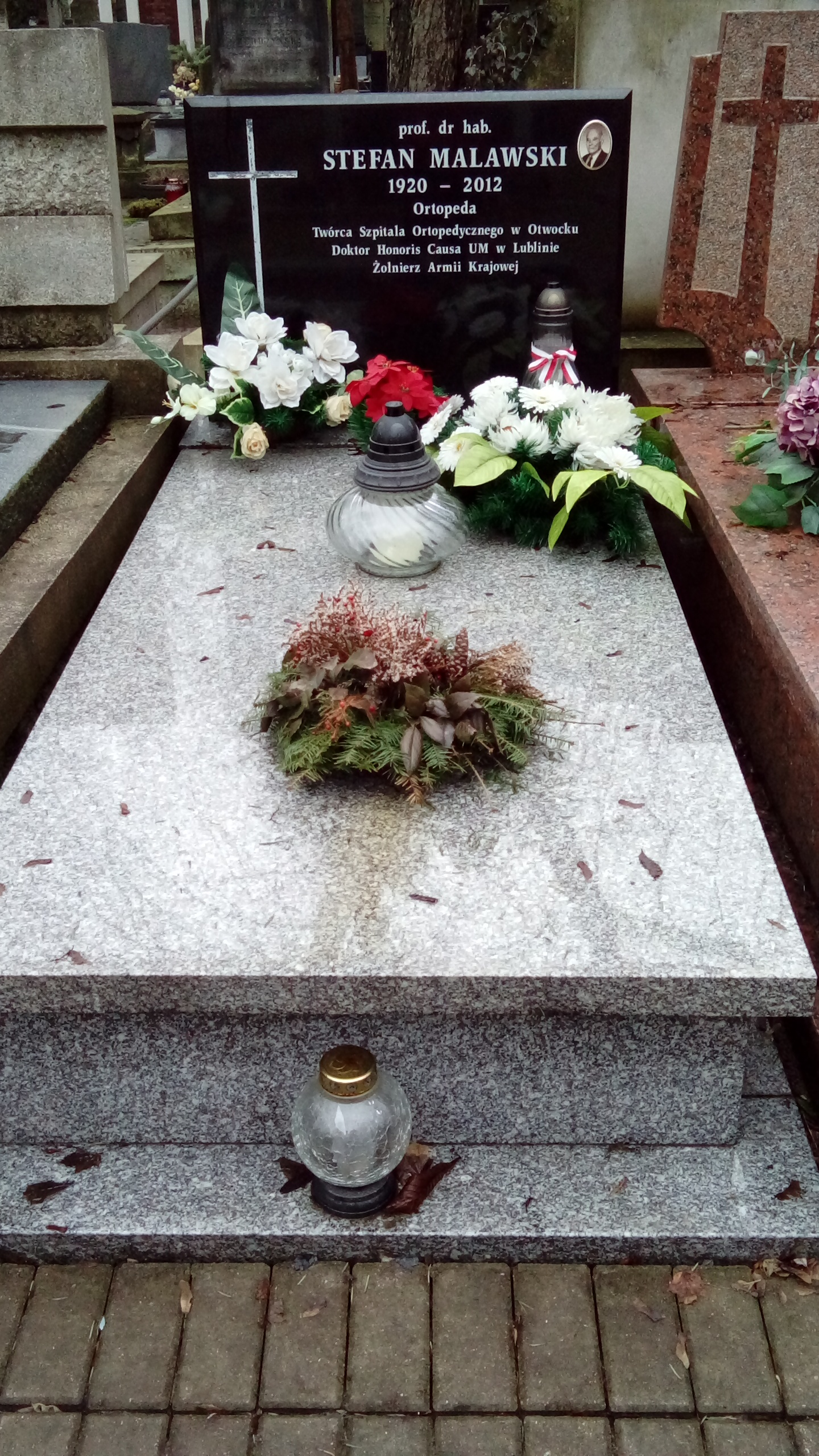
Grób Stefana Malawskiego na Starych Powązkach

Stefan Kazimierz Malawski (ur. 26 grudnia 1920 w Rakowie, zm. 23 października 2012 w Warszawie) – profesor dr hab. med. chirurg ortopeda, traumatolog, prekursor współczesnej spondyliatrii, konstruktor klamry czaszkowej.
Stefan Kazimierz Malawski opracował metodę fizjoterapii stosowaną do leczenia niskostopniowych skolioz (Metoda Malawskiego). Twórca nowych rozwiązań w ortopedii (konstrukcja wielu narzędzi operacyjnych, opracowanie technik i dojść operacyjnych do stawu krzyżowo-biodrowego, kręgosłupa szyjnego i piersiowo-lędźwiowego).
Konsultant krajowy i organizator lecznictwa gruźlicy kostno-stawowej - doprowadził do zwalczenia w Polsce gruźlicy kostno-stawowej.
Przez prawie 50 lat związany był ze Szpitalem Ortopedycznym w Otwocku im. prof. Adama Grucy.
Twórca Kliniki Ortopedii Centrum Medycznego Kształcenia Podyplomowego w Warszawie.
Wykonał ponad 25 000 dużych zabiegów operacyjnych dotyczących głównie układu ruchu, w wielu z nich stosując własne, oryginalne metody. Autor i współautor 186 prac w czasopismach polskich i zagranicznych, 15 podręczników lub ich rozdziałów.

## Życiorys
1938 - rozpoczął studia na Wydziale Lekarskim Uniwersytetu im. Króla Stefana Batorego w Wilnie
1946 - ukończył studia - dyplom lekarza medycyny na Uniwersytecie Lubelskim im. Marii Curie-Skłodowskiej
1947 - specjalizacja z ortopedii w Centralnym Instytucie Chirurgii Urazowej pod kierunkiem prof. A. Grucy
1952 - tytuł doktora medycyny (Złamania i zwichnięcia kręgosłupa lędźwiowego)
1955 - tytuł naukowy docenta (Uszkodzenia kręgosłupa szyjnego)
1957 - rozpoczął pracę w Instytucie Gruźlicy oraz jednoczesne prowadził Oddział Gruźlicy Kostno-Stawowej w Klinice Ortopedii AM w Warszawie. Mianowany specjalistą krajowym w tej dziedzinie
od 1968 - dyrektor Sanatorium Gruźlicy Kostno-Stawowej w Otwocku
od 1973 - kierownik oddziału → wicedyrektor → dyrektor
od 1981 - kierownik Kliniki Ortopedycznej CMKP
1973 - tytuł profesora nadzwyczajnego nauk medycznych
operował do 2003 roku
do 2009 wykładał w Centrum Medycznego Kształcenia Podyplomowego w Otwocku.
Był mężem Natalii z domu Przyborowskiej (zm. 2010), z którą mieli trzy córki: Krystynę, Małgorzatę i Hannę.
Zmarł w Warszawie. Pochowany 30 października 2012 na cmentarzu Stare Powązki (kwatera 185-3-15).

## Upamiętnienie
W dniu 7 stycznia 2015 roku w Samodzielnym Publicznym Szpitalu Klinicznym im. Prof. A. Grucy w Otwocku odbyła się uroczystość odsłonięcia tablicy pamiątkowej z wizerunkiem profesora dr. hab. Stefana Malawskiego, jego twórcy i wieloletniego dyrektora. Tablica upamiętniająca prof. Stefana Malawskiego znajduje się w holu przy auli Jego imienia.
26 grudnia 2020 - z okazji 100 rocznicy urodzin prof. Stefana Malawskiego w SPSK im. prof. A. Grucy nastąpiło odsłonięcie tablicy upamiętniającej zasługi prof. Stefana Malawskiego w dziedzinie ortopedii, m.in. doprowadzenia do zwalczania w Polsce gruźlicy kostno-stawowej.

## Odznaczenia
- Krzyż Kawalerski Orderu Odrodzenia Polski[3],
- Order Świętego Stanisława I kl.[3],
- Odznaka Grunwaldzka[3],
- odznaka 13. Brygady Partyzanckiej AK Ziemi Wileńskiej[3][4],
- odznaka 25. pułku Ułanów Wielkopolskich[3],
- pamiątkowa odznaka Żołnierz Kresowy AK[4],
- Srebrny Medal Rydygiera Towarzystwa Chirurgów Polskich[3],
- Medal im. Adama Grucy[3],
- Medal im. Wiktora Degi[3],
- Medal 100-lecia Szpitala Dzieciątka Jezus[3],
- Odznaka „Złoty Skalpel”[3] (nr 7 na świecie, nadana przez Międzynarodową Akademię Chirurgii Kręgosłupa)
- Złota Odznaka Polskiego Towarzystwa do Walki z Kalectwem,
- Medal „Gloria Medicinae”[3] Polskiego Towarzystwa Lekarskiego (2006)[5].

## Wyróżnienia
- Tytuł Doctora honoris causa nadany w 2002 roku przez Akademię Medyczną w Lublinie[5],
- Honorowe członkostwo Polskiego Towarzystwa Chirurgii Kręgosłupa,
- Honorowy tytuł „Medicus Nobilis” oraz srebrny sygnet Polskiego Towarzystwa Lekarskiego,
- Tytuł „Laudabilis” nadany przez Okręgową Izbę Lekarską (2006)[5],
- wiele nagród indywidualnych i zespołowych PAN, Ministerstwa Zdrowia, Instytutu Gruźlicy, Państwowej Rady ds. wykorzystania Energii Atomowej, Akademii Medycznej i Centrum Medycznego Kształcenia Podyplomowego.

## Prace naukowe
1. Złamania i zwichnięcia kręgosłupa lędźwiowego na podstawie analizy 86 przypadków leczonych w Klinice Ortopedycznej w Warszawie - Dysertacja na stopień doktora medycyny, 1951
2. Hemiartroplastyka sposobem Codivilla-Colonny w leczeniu wrodzonego zwichnięcia biodra - Pamiętnik X Zjazdu PTOT, PZWL, Warszawa 1953, str. 37-48
3. Leczenie uszkodzeń kręgosłupa. Referat główny na X Zjeździe PTOT w 1952 r. w Poznaniu - Pamiętnik X Zjazdu PTOT, PZWL, Warszawa 1953, str. 153-167
4. Przypadek bocznego zwichnięcia kręgosłupa - Chirurgia Narządów Ruchu i Ortopedia Polska, 1954, t.XIX, str. 341-344
5. Przypadek kłębczaka stopy - Chirurgia Narządów Ruchu i Ortopedia Polska, 1955, t.XX, str. 73-76
6. Pierwotna niewydolność zastawek żył głębokich kończyn dolnych - Polski Tygodnik Lekarski, 1955, t.XI, str. 681-683
7. Operacyjne nastawienie zastarzałych zwichnięć kręgosłupa szyjnego - Postępy Chirurgii, Warszawa, 1955, t.II, str. 165-171
8. Złamania dolnego odcinka kości udowej - Chirurgia Narządów Ruchu i Ortopedia Polska, 1955, t.XX, str. 153-166
9. Przednie odbarczenie rdzenia w porażeniach gruźliczych (A.Gruca, S.Malawski, J.Sowiński) - Postępy Chirurgii, Warszawa, PZWL, 1955, t.II, str. 63-79
10. Uszkodzenia kręgosłupa szyjnego - Postępy Chirurgii, Warszawa, PZWL 1955, t.II, str. 136-163
11. Anterior decompression of the spinal cord in tuberculosus paralysis (A.Gruca, S.Malawski, J.Sowiński) - Bulletin de l'Academie Pol. des Sciences, 1955, Vol.III, str. 195-197
12. Operacyjne leczenie stopy końsko-szpotawej po chorobie Heine-Medina - Chirurgia Narządów Ruchu i Ortopedia Polska, 1955, t.XX, str. 137-164
13. Usztywnienie sposobem Grucy porażennej stopy wiotkiej po chorobie Heine-Medina - Chirurgia Narządów Ruchu i Ortopedia Polska, 1955, t.XX, str. 107-118
14. Wyprostne uszkodzenie kręgosłupa piersiowego - Chirurgia Narządów Ruchu i Ortopedia Polska, 1956, t.XXI, str. 69-72
15. Boczne obrotowe zwichnięcie rzepki - Chirurgia Narządów Ruchu i Ortopedia Polska, 1956, t.XXI, str. 489-497
16. Leczenie zaniedbanych uszkodzeń kręgosłupa z porażeniem - Chirurgia Narządów Ruchu i Ortopedia Polska, 1957, t.XXII, str. 433-439
17. Torbielowate zwyrodnienie łąkotek stawu kolanowego - Chirurgia Narządów Ruchu i Ortopedia Polska, 1958, t.XXIII, str. 51-58
18. Wyniki leczenia zachowawczego ognisk gruźliczych okołostawowych u dzieci - Chirurgia Narządów Ruchu i Ortopedia Polska, 1958, t.XXIII, str. 303-318
19. Zasady leczenia czynnej gruźlicy kostno-stawowej bezpośrednią interwencją na ognisku (R.Serafinowa, S.Malawski). Referat główny na XII Kongresie PTOT w Gdańsku - Chirurgia Narządów Ruchu i Ortopedia Polska, 1959, t.XXIV, str. 437-454
20. O gruźlicy kości i stawów - Zdrowie dla wszystkich, Państwowy Zakład Wydawnictw Lekarskich, Warszawa 1959
21. Bakteriologiczne właściwości ogniska w gruźlicy kostno-stawowej - Chirurgia Narządów Ruchu i Ortopedia Polska, 1960, t.XXV, str. 89-99
22. Sinowektomija pri sinowialnata forma na tuberkuloznaja gonit - Chirurgia - Sofia, 1962, t.XV, str. 158-161
23. Technika wycięcia ogniska gruźliczego ze stawu krzyżowo-biodrowego - Chirurgia Narządów Ruchu i Ortopedia Polska, 1962, t.XXVII, str. 603-609
24. Aktualne zagadnienia gruźlicy kostno-stawowej wieku dziecięcego - Pediatria Polska, 1963, t.XXXVIII
25. Leczenie uszkodzeń kręgosłupa szyjnego - Pamiętnik XV Kongresu PTOT, Warszawa, PZWL, 1964, str. 97-111
26. Dostęp do przedniej ściany kanału i trzonów kręgosłupa szyjnego sposobem własnym - Chirurgia Narządów Ruchu i Ortopedia Polska, 1968, t.XXXIII, str. 26-30
27. Epidemiologia gruźlicy pozapłucnej - Gruźlica, 1972, XI, str. 1117-1123
28. Ropne zapalenie kręgosłupa - Chirurgia Narządów Ruchu i Ortopedia Polska, 1973, vol.38, str. 701-709
29. Wyniki leczenia chorób maziówki kolana sposobem całkowitej synowektomii - Chirurgia Narządów Ruchu i Ortopedia Polska, 1974, t.XXXIX, str. 427-434
30. Gruźlica kości i stawów, Państwowy Zakład Wydawnictw Lekarskich, Warszawa 1976
31. Patofizjologia przewlekłego zapalenia tkanki kostnej - Chirurgia Narządów Ruchu i Ortopedia Polska, 1976, t.XLI, str. 397-402
32. Therapeutic results of pyogenic spine infection - International Orthop., 1977, I, 125-131
33. Objawy kliniczne ciasnoty kanału kręgosłupa lędźwiowego - Spondyliatria, Wrocław, 1977, str. 181-184
34. Etiopatogeneza przewlekłego zapalenia kanki kostnej u dzieci - Krwiopochodne zapalenia tkanki kostnej, PZWL Warszawa 1978, str. 96-98
35. Rekonstrukcja ubytków pozapalnych kości piszczelowej - Krwiopochodne zapalenia tkanki kostnej, PZWL Warszawa 1978, str. 110-114
36. Wyniki leczenia pierwotnych nowotworów kręgosłupa - Chirurgia Narządów Ruchu i Ortopedia Polska, 1981, vol.46, str. 281-286
37. Infekcyjne zapalenie kręgosłupa - Chirurgia Narządów Ruchu i Ortopedia Polska, 1982, vol.47, str. 425-431
38. Płytka dociskowa własnego pomysłu do zespalania złamań kości - Chirurgia Narządów Ruchu i Ortopedia Polska, 1984, vol.49, str. 289
39. Współczesne zasady leczenia nowotworów kręgosłupa - Postępy diagnostyki i terapii nowotworów kości, Centrum Onkologii, Warszawa, 1990, str. 42-55
40. Epidemiologia skoliozy - Postępy Polskiej Spondyloortopedii, 1992, str. 3-7
41. Własne zasady leczenia skolioz niskostopniowych - Postępy Polskiej Spondyloortopedii, 1992, str. 9-11
42. Historia wydłużania i egalizacji kończyn dolnych - Chirurgia Narządów Ruchu i Ortopedia Polska, 1993, vol.58, str. 239-250
43. Własne zasady leczenia skolioz niskostopniowych w świetle współczesnych poglądów na etiologię i patogenezę powstawania skolioz - Chirurgia Narządów Ruchu i Ortopedia Polska, 1994, vol.59, str. 189-192
44. Kifoskolioza: etiologia, patologia, powikłania i leczenie - Chirurgia Narządów Ruchu i Ortopedia Polska, 1995, vol.60, str. 269-274
45. Wyniki operacyjnego leczenia kifoskolioz powikłanych uszkodzeniem rdzenia - Chirurgia Narządów Ruchu i Ortopedia Polska, 1995, vol.60, str. 359-364
46. Choroba Kumell-Verneuille'a - Chirurgia Narządów Ruchu i Ortopedia Polska, 1996, vol.61, str. 553-558
47. Barkowy zespół uciskowy pęczka naczyniowo-nerwowego (S.Malawski, M.Milecki) - Chirurgia Narządów Ruchu i Ortopedia Polska, 1997, vol.62, str. 7-14
48. Powikłania neurologiczne towarzyszące osteochondrozie kręgosłupa lędźwiowego - Chirurgia Narządów Ruchu i Ortopedia Polska, 1998, vol.63, str. 55-61
49. Wyniki leczenia jednostronnej sakralizacji wyrostka poprzecznego V kręgu lędźwiowego - Chirurgia Narządów Ruchu i Ortopedia Polska, 1998, vol.63, str. 487-494
50. Wyniki operacyjnego leczenia protruzji krążka międzykręgowego w części piersiowej kręgosłupa (S.Malawski, St.Łukawski) - Chirurgia Narządów Ruchu i Ortopedia Polska, 1998, vol.63, str. 585-590
51. Przepuklina krążka międzykręgowego w części piersiowej kręgosłupa - Chirurgia Narządów Ruchu i Ortopedia Polska, 1999, vol.64, str. 147-157
52. Wrodzony staw rzekomy obojczyka przegląd piśmiennictwa i opis przypadku (S.Malawski, W.Zasacki) - Chirurgia Narządów Ruchu i Ortopedia Polska, 1999, vol.64, str. 341-345
53. Nadpanewkowe torbiele stawu biodrowego - wyniki leczenia operacyjnego (S.Malawski, M.Nowak-Misiak, R.Sosnowski) - Chirurgia Narządów Ruchu i Ortopedia Polska, 1999, vol.64, str. 399-405
54. Z kart historii ortopedii polskiej - Kwartalnik Ortopedyczny, 1999, 33, str. 89-98
55. Pyogenic infection of the spine (St.Łukawski, S.Malawski, J.Węglarz) - Lietuvos traumatologu ortopedu draugijas, Vilnius, 2000, str. 168-172
56. The results of surgical treatment of thoracic intervertebral disc protrusion (S.Malawski, St.Łukawski) - Lietuvos traumatologu ortopedu draugijas, Vilnius, 2000, str. 274-280
57. Złamania wieku starczego - Księga Jubileuszowa 25-lecia Uniwersytetu Trzeciego Wieku, Warszawa, 2000, str. 95-109
58. Historyczna ewolucja metod leczenia wrodzonej stopy końsko-szpotawej - Kwartalnik Ortopedyczny, 2000, z.40, str. 199-205
59. Patomorfologia wad wrodzonych kręgosłupa w aspekcie przyszłego klinicznego rozwoju choroby (S.Malawski, P.Malawski) - Chirurgia Narządów Ruchu i Ortopedia Polska, 2002, vol.67, str. 365-374
60. Adam Gruca 1893-1983 - Chirurgia Narządów Ruchu i Ortopedia Polska, 2008, vol.73, z.5, str. 322
61. Moja droga do ortopedii - Ortop. Traumatologia i Rehabilitacja, 2010, vol.12, nr 6, str. 581-587
62. Życiorys prof. Adama Grucy - Postępy Nauk Medycznych, 2010, t.XXIII, nr 2, str. 108-113.